# Geitelder Berg
Der Geitelder Berg ist ein Berg im Braunschweiger Ortsteil Geitelde und stellt mit 110,7 m ü. NHN
die höchste Erhebung im Stadtgebiet dar.

## Geographie

### Lage
Der Geitelder Berg befindet sich im Südwesten der Stadt Braunschweig und verläuft etwa in Nord-Süd-Richtung zwischen den Ortsteilen Geitelde und Stiddien im Norden. Im Nordosten schließt sich der Steinberg an.
Im Osten befindet sich das Geitelder Holz und im Westen der Übergabebahnhof Beddingen.

### Geologie
Der Berg liegt auf einer von Osten relativ steil und um 30 Meter ansteigenden Formation der erdmittelalterlichen Oberkreide unterschiedlichen Alters, die nach Westen sanfter abfällt. Das Oberflächenwasser versickert in diesem Boden und tritt erst am Fuße der Erhebung beispielsweise in der Quelle Wasche oder im Geitelder Graben zutage.

### Naturräumliche Zuordnung
Der Geitelder Berg gehört in der naturräumlichen Haupteinheitengruppe Nördliches Harzvorland (Nr. 51), in der Haupteinheit Ostbraunschweigisches Hügelland (512) und in der Untereinheit Okerrandhöhen (512.0) zum Naturraum Thieder Lößhügelland (512.02).
Der Naturraum erstreckt sich in Nord-Süd-Richtung zwischen Broitzem und dem Oderwald im Süden als schmales, etwa vier Kilometer breites Band entlang des westlichen Okerufers. Mit dem Steinberg bildet der Geitelder Berg den nördlichen Abschluss der naturräumlichen Untereinheit Okerrandhöhen. Im Süden schließt sich der Buntsandsteinrücken des Thieder Lindenberg an, im Westen erstreckt sich die Hildesheimer Börde.

## Nutzung
Als höchste Erhebung der Umgebung war sie über mehr als zwei Jahrzehnte Heimat des Senders Geitelde, einem über 100 Meter hohen Sendemasten. Daran erinnert noch die Straße Am Sender in Geitelde.
Auf dem Berg befinden sich mehrere Windkraftanlagen mit einer Gesamtleistung von 2,5 MW, an denen unter anderem BS Energy und Braunschweiger Bürger beteiligt sind.